# Brigitte Fassbaender

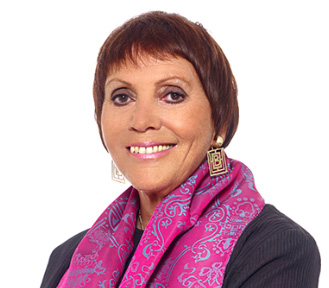
Brigitte Fassbaender

Brigitte Fassbaender (Berlijn, 3 juli 1939) is een Duitse mezzosopraan, operazangeres en regisseur. Van 1999 tot 2012 was ze intendant van het Tiroler Staatstheater in Innsbruck in Oostenrijk. Ze heeft de titel Kammersängerin van de Bayerische Staatsoper in München en de Weense Staatsopera.

## Loopbaan
Fassbaender werd geboren als dochter van de actrice Sabine Peters en de bariton Willi Domgraf-Fassbaender. Het gezin vestigde zich na de Tweede Wereldoorlog in Neurenberg. Fassbaender studeerde zang bij haar vader aan het conservatorium van Neurenberg. Ze bracht haar vroege carrière door in München. Haar eerste liefde was niet de muziek, maar het theater: "Ik was geobsedeerd door het theater en wilde net als mijn moeder actrice worden". In 1961 trad ze in dienst bij de Beierse Staatsoper, waar ze voor het eerst een hoofdrol kreeg in Les contes d'Hoffmann. Fassbaender verscheen in 1967 in München als Octavian in Der Rosenkavalier, de rol die haar internationale carrière lanceerde. In 1971 trad ze op in het Royal Opera House in Londen en in 1974 maakte ze haar debuut in de Metropolitan Opera in New York.
Naast haar operawerk heeft Fassbaender in de concertzaal opgetreden in liedrecitals. Ze was ook te zien in films, bijvoorbeeld als prins Orlofsky in Die Fledermaus in 1984. Haar opnames variëren van opera's, vocale werken met orkest, tot Lieder, waaronder Die schöne Müllerin, Winterreise en Schwanengesang en oratoria zoals het Weihnachtsoratorium en Händels Messiah. Ze verscheen in tv- en dvd-opnamen in tal van operaproducties, maakte ongeveer 260 film- en geluidopnamen en werkte met tal van topdirigenten. Ze zong in alle toonaangevende operahuizen en op de meest prestigieuze festivals wereldwijd en belichaamde alle belangrijke rollen in haar vakgebied.  
Nadat ze afscheid van het podium had genomen was Fassbaender van 1995 tot 1997 operadirecteur van het Staatstheater Braunschweig en van 1999 tot 2012 intendant van het Tiroler Landestheater in Innsbruck. Ook leidde ze het jaarlijkse Richard Strauss Festival in Garmisch-Partenkirchen.
Fassbaender heeft ook masterclasses gegeven. In 2010 schreef ze het libretto en de teksten voor de succesvolle musicals Lulu - das Musical en Shylock!, in samenwerking met de componist Stephan Kanyar voor het Tiroler Landestheater in Innsbruck. 
In 2006 ontving ze de Musikpreis der Landeshauptstadt München. In januari 2011 benoemde de Franse regering haar tot ere-Chevalier van het Légion d'honneur. Tot de talrijke onderscheidingen waarmee Brigitte Fassbaender werd geëerd, behoren de Order pour le Mérite for Sciences and Arts, het Grootkruis van Verdienste met Ster van de Bondsrepubliek Duitsland, de Hugo Wolf-medaille voor haar bijzondere verdiensten voor de zangkunst, de International Opera Awards en de ECHO Klassik voor haar levenswerk.
In oktober 2019 verschenen haar memoires Komm' aus dem Staunen nicht aus.

## Onderscheidingen
- 1970: Bayerische Kammersängerin
- 1979: Prijs van de Duitse Kritiek
- 1983: Oostenrijkse Kammersängerin
- 1985: Frankfurter Muziekprijs
- 1986: Lid van de Beierse Academie voor Schone Kunsten
- 1987: Eredoctoraat van de Universiteit van Manchester
- 1989: Federaal Kruis van Verdienste aan het lint
- 1992: Beierse Orde van Verdienste
- 1995: Beierse Maximiliaanorde voor Wetenschap en Kunst
- 2001: Federaal Kruis van Verdienste 1e Klasse
- 2002: Grote Orde van de Tiroolse Adelaar
- 2004: Wolfgang Amadeus Mozart Prijs
- 2004: Erelid van de Duitse Muziekraad
- 2005: Kruis van Verdienste van de stad Innsbruck
- 2006: Muziekprijs van de stad München
- 2010: Lid van de Orde Pour le Mérite
- 2011: Ridder in de Nationale Orde van het Legioen van Eer
- 2012: Grootkruis van Verdienste met Ster van de Bondsrepubliek Duitsland[45]
- 2012: Erering van de stad Innsbruck
- 2013: Life Achievement Award van Diapason in Parijs
- 2013: Hugo Wolf Medaille van de Internationale Hugo Wolf Academie Stuttgart
- 2015: Opper-Beierse Cultuurprijs
- 2016: International Opera Award/Lifetime Achievement Award in Londen
- 2017: Gouden medaille van de marktgemeente Garmisch-Partenkirchen
- 2017: Eremedaille in goud van het district Garmisch-Partenkirchen
- 2017: Erelid van de Förderkreis Richard-Strauss-Festspiele Garmisch-Partenkirchen e. V.
- 2017: Echo Klassik in de categorie "Lifetime achievement"
- 2020: Duitse Record Critics' Award Nachtigall